# Ecco che
Ecco che è un  singolo della cantantutrice italiana Elisa, pubblicato il 22 novembre 2013 come secondo estratto dall'ottavo album di  L'anima vola.
Il brano è incluso nel film L'ultima ruota del carro di Giovanni Veronesi, di cui Elisa è compositrice della colonna sonora, ricevendo una candidatura come migliore canzone originale ai Nastri d'argento 2014.

## Descrizione
Il testo della canzone è scritto dal frontman dei Negramaro, Giuliano Sangiorgi, mentre la musica è di Elisa, divenendo il terzo brano in cui i due artisti collaborano artisticamente dopo Ti vorrei sollevare (2009) e Basta così (2011). In un'intervista tra i due artisti per La Repubblica XL, Elisa ha raccontato che Sangiorgi aveva ascoltato alcuni brani dell'album nel corso del concerto benefico Italia Loves Emilia.

## Pubblicazione
Il singolo in vendita nei negozi digitali contiene come B-side una cover di Bridge over Troubled Water di Simon & Garfunkel.

## Riconoscimenti
- Nastro d'argento
  - 2014 –  Candidatura per la migliore canzone originale

- Ciak d'oro
  - 2014 – Candidatura per la miglior canzone originale

## Video musicale
Il video è stato girato da Giovanni Veronesi, che per Elisa aveva già diretto il video di Eppure sentire (un senso di te), e vede la partecipazione dell'attore Elio Germano. Riguardo al video musicale Elisa ha dichiarato:

## Tracce
1. Ecco che – 3:53 (testo: Giuliano Sangiorgi – musica: Elisa Toffoli)
2. Bridge over Troubled Water – 4:54

## Classifica
| Classifica (2013) | Posizione massima |
| ----------------- | ----------------- |
| Italia            | 22                |